# Brassica villosa bivoniana
Il cavolo di Bivona (Brassica villosa subsp. bivoniana (Mazzola & Raimondo) Raimondo & Mazzola) è una pianta appartenente alla famiglia delle Brassicaceae, endemica della Sicilia.
Il nome di questa sottospecie è un omaggio alla memoria del botanico Antonino Bivona Bernardi (1788-1837).

## Descrizione
È una pianta perenne, camefita suffruticosa, alta fino a 1,5 m.
Il fusto, legnoso alla base, ha foglie lirate, con una densa peluria sulla pagina inferiore e margine crenato.
I fiori hanno petali di colore giallo riuniti in infiorescenze racemose molto allungate. Fioritura: gennaio-marzo.
Il frutto è una siliqua di 4–5 cm.

## Distribuzione e habitat
È un endemismo del distretto drepano-panormita della Sicilia.
Predilige gli ambienti rupestri calcarei.